# Václav Plátek
Václav Plátek (29. března 1917 Frýdštejn – 25. listopadu 1994 Praha) byl glyptik, šperkař, sklářský výtvarník, pedagog, typograf a ilustrátor.

## Život
Václav Plátek se narodil 29. března 1917 ve Frýdštejně poblíž Turnova. V letech 1932–1935 se vyučil na Odborné škole sklářské v Železném Brodě rytcem a brusičem skla u prof. L. Přenosila a malbě na skle u prof. Z. Juny. V letech 1935–1940 studoval na Uměleckoprůmyslové škole v Praze v ateliéru monumentální malby u prof. Františka Kysely a poté byl od roku 1940 stipendistou Uměleckoprůmyslového muzea ve Státní odborné škole šperkařské v Turnově. V letech 1948–1950 byl vedoucím výtvarníkem ateliérů podniku Borské sklo, poté do roku 1951 vedoucím výtvarníkem podniku Železnobrodské sklo a do roku 1954 byl vedoucím designérem v Ústředním výtvarném středisku pro průmysl skla a keramiky v Praze.
V letech 1954–1957 byl aspirantem u prof. Karla Štipla na Vysoké škole uměleckoprůmyslové v Praze v oboru krystalerie a bižuterie a poté v letech 1957–1960 vedoucím designérem v podniku Jablonecké sklárny, Dolní Polubný – Desná (bývalá Riedlova sklárna).
V letech 1960–1977 působil na VŠUP jako odborný asistent a později docent pro broušené sklo a glyptiku v ateliéru sklářského výtvarnictví. Mezi jeho žáky patřili např. František Vízner, Milan Vobruba, Zdenka Mašatová nebo Aleš Vašíček. Když koncem 60. let převzal vedení ateliéru po Karlu Štiplovi, vzbouřili se studenti proti jeho konzervativním názorům a donutili vedení školy, aby sloučilo oba sklářské ateliéry a pověřilo jejich vedením prof. Stanislava Libenského.
V 60. letech byl na studijním pobytu v Rize. Od roku 1977 byl výtvarníkem na volné noze.
V letech 1939–1941 byl členem skupiny Sedm v říjnu a byl zastoupen i na všech výstavách skupiny v letech 1968–1989. Po válce v letech 1947–1948 vystavoval s Jednotou umělců výtvarných. Zúčastnil se Světových výstav Expo ´58 v Bruselu a Expo ´67 v Montrealu, Mezinárodní výstavy bižuterie Jablonec ´68, Trienále Miláno 1960, Quadrienále Erfurt 1974, kde získal ocenění za design skla nebo šperky. Roku 1960 byl zvolen do ústředního výboru SČSVU, roku 1977 obdržel cenu Svazu českých výtvarných umělců a byl oceněn vyznamenáním Za vynikající práci.

## Dílo
Václav Plátek se ve 40. letech uplatnil jako ilustrátor knih. Koncem 40. let se po průpravě na železnobrodské sklářské škole rozhodl pro spolupráci se sklářským průmyslem a navrhoval figurativní, dekorativní a nápojové sklo. Pro sklárnu v Dolním Polubném navrhl spolu s Václavem Hanušem stovky užitkových předmětů z lisovaného a broušeného skla. Jeho design popelníků obdržel čestné uznání na Světové výstavě Expo ´58 v Bruselu. Rytému sklu zdobenému abstraktními motivy se věnoval i v 60. letech (Mísa, čiré ryté sklo, 1964).
Po návratu ze studijního pobytu v Rize se začal intenzivně zabývat novým způsobem tvarování drahých kamenů a vytvořil kolekce šperků s využitím kozákovského jaspisu, islandského a uralského achátu, tygřího oka, aduláru horského křišťálu a záhnědy zasazených do stříbra. Jeho osobním vkladem do českého šperkařství je glyptika, která citlivě vnímá vlastnosti a strukturu drahých kamenů z českých nalezišť.
Plátek při tvorbě šperků vždy volí jediný kámen nebo čirý křišťál s vnitřní kresbou a vytváří z něj drobnou plastiku, která respektuje vnitřní řád kamene a jeho optické vlastnosti. Citlivým funkčním prvkem šperku je stříbrná nebo zlatá montáž odpovídající barvě kamene.

### Zastoupení ve sbírkách
- Uměleckoprůmyslové museum v Praze
- Moravská galerie v Brně[17]
- Slovenská národná galéria, Bratislava
- Severočeské muzeum Liberec
- Muzeum skla a bižuterie v Jablonci nad Nisou

### Výstavy

#### Autorské
- 1938 Semily (s. M. Janků)
- 1939, 1940, 1941 Železný Brod
- 1943 Uměleckoprůmyslové museum Praha, Dílo, Turnov
- 1944 Melantrich-Ars, Praha
- 1958 Vysoká škola uměleckoprůmyslová v Praze
- 1982 Václav Plátek: Kresby, sklo, šperky, Oblastní galerie Liberec
- 1983 Václav Plátek: Kresby, sklo, šperky, Galerie Vincence Kramáře, Praha
- 1984 Václav Plátek: Kresby, ilustrace, šperky, intaglie, Krajské vlastivědné muzeum, Olomouc
- 1987 Václav Plátek: Gemy, sklo, kresby, Středočeská galerie, Praha
- 1991 Václav Plátek: Výběr z tvorby, Letohrádek Ostrov

#### Kolektivní (výběr)
- 1937–1938 Divadlo E.F. Buriana, Praha
- 1939/ Sedm v říjnu 1939, Topičův salon, Praha
- 1940 Mladí. Výstava obrazů a soch, Mansarda Melantricha, Praha 1
- 1940, 1947, 1948 Salon mladých, Zlín
- 1940 Konfrontace (4. výstava obrazů, kreseb a plastik), Salon Výtvarné dílo, Praha
- 1941 Sedm v říjnu, Topičův salon, Praha
- 1946 Člověk a práce, Pavilon Myslbek, Praha
- 1947 Jednota umělců výtvarných: Členská výstava 1947, Pavilon Jednoty výtvarných umělců, Praha
- 1950 Sklo a výtvarník, Galerie Československý spisovatel, Praha
- 1950 J. a L. Lobmeyra synovec Štěpán Rath a jeho spolupracovníci vystavují své práce z let 1945–1950, Velkopřevorský palác, Praha
- 1952 Výstava vnitřního zařízení pracoviště a obydlí, Uměleckoprůmyslové museum, Praha
- 1955 Současné sklo (Deset let práce československých výtvarníků), Severočeské muzeum p.o., Liberec
- 1959 Československé sklo, Manež, Moskva
- 1959/1960 IV. přehlídka československého výtvarného umění, Praha
- 1960 Czechoslovak Modern Glass, Československé kulturní centrum, Káhira
- 1960 Československo 1960, Park kultury a oddechu Julia Fučíka, Praha
- 1961 Užité umění a průmyslové výtvarnictví, Uměleckoprůmyslové museum, Praha
- 1963 Współczesne szkło w Czechosłowacji, Muzeum Śląskie, Wrocław
- 1964 Tschechoslowakisches Glas, Grassi – Museum für Angewandte Kunst, Lipsko
- 1965 Ryté sklo: První přehlídka soudobé tvorby, Moravská galerie v Brně
- 1967/1968 Umění a byt, Galerie Vincence Kramáře, Praha
- 1968 Výstava skupiny Sedm v říjnu, Zámek Nelahozeves, Nelahozeves
- 1968 Jablonec 68: Mezinárodní výstava bižuterie, Výstaviště, Jablonec nad Nisou
- 1969 50 let českého užitého umění a průmyslového výtvarnictví, Mánes, Praha
- 1969 Z přírůstků užitého umění 20. století, Moravská galerie v Brně
- 1969 50 Jahre der Tschechischen angewandten Kunst und industrial design, MAK – Österreichisches Museum für angewandte Kunst / Gegenwartskunst, Vídeň
- 1970 Současné české sklo, Mánes, Praha
- 1970 Zamiary i zapasy: 50 lat czeskiej sztuki stosowanej i plastyki przemysłowej, Muzeum Śląskie, Wrocław
- 1972/1973 Angewandte Kunst aus der ČSSR, Kunsthalle Weimar, Kunsthalle Rostock, Neue Galerie, Berlín
- 1973 Bijuterii moderne din R.S. Cehoslovacă, Sala Ateneului Român (Ateneul Român), Bukurešť
- 1978 Soudobý československý šperk, Muzeum skla a bižuterie v Jablonci nad Nisou
- 1979 Sedm v říjnu 1939, Oblastní galerie Liberec, Městská knihovna Praha
- 1979 Současné užité umění, Severočeská galerie výtvarného umění v Litoměřicích
- 1980 Trienále řezaného skla, Uměleckoprůmyslové muzeum, Brno
- 1980 Užité umění 70/80. Sklo, kov, textil, nábytek, keramika., Moravská galerie v Brně
- 1983 Súčasný československý umelecký šperk, Galéria Miloša Alexandra Bazovského v Trenčíne
- 1983 Český šperk 1963–1983, Středočeské muzeum, Roztoky
- 1984 Skupina Sedm v říjnu, Památník Terezín
- 1984 Československé sklo '84: Umělecká sklářská tvorba, Valdštejnská jízdárna, Praha
- 1985 Sto let českého užitého umění: České užité umění 1885–1985 ze sbírek Uměleckoprůmyslového muzea v Praze k stému výročí založení muzea, Uměleckoprůmyslové museum, Praha
- 1987/1988 Trienále řezaného a rytého skla: Těžítko a drobný objekt, Moravská galerie v Brně
- 1990 Kov a šperk: Oborová výstava, Galerie Václava Špály, Praha
- 1996/1997 Užité umění 60. let, Uměleckoprůmyslové muzeum, Brno
- 2001 Akt v umění 1. poloviny 20. století, Zámek Zlín
- 2002 Glass Behind the Iron Curtain: Czech Design, 1948–1978, The Corning Museum of Glass, Corning
- 2005 Aufbruch. Tschechische Glas 1945–1980, Museum Kunstpalast (Kunstmuseum Düsseldorf), Düsseldorf
- 2005/2006 Design in an Age of Adversity: Czech Glass, 1945–1980, The Corning Museum of Glass, Corning, Museum of Glass, Tacoma
- 2007 Czech Glass / 1945–1980 (Design in an Age of Adversity and Illusion) / České sklo / 1945–1980 (Tvorba v době mizerie a iluzí), Veletržní palác, Praha
- 2017 Automat na výstavu: Československý pavilon na Expo 67 v Montrealu / The Automatic Exhibition: The Czechoslovak Pavilion at Expo 67 in Montreal, Retromuseum, Cheb

### Články
- Antonín Langhamer: Glass artist and pedagogue Václav Plátek, Glass revue, sv. 32/1977, č. 2, s. 4–9
- KH, Sedmdesátiny Václava Plátka, Umění a řemesla 2, 1987, s. 6
- Eva Stará, Václav Plátek 1917–1994, New Glass Review 12, 1994, s. 30–31
- Antonín Langhamer, Nedožité devadesátiny Václava Plátka, Keramika a sklo, sv. 7/2007, č. 2, s. 13–15
- Antonín Langhamer, Vzpomínka na docenta Václava Plátka, Sklář a keramik 3-4, 2012, s. 99-100

### Katalogy

#### Autorské
- Antonín Langhamer: Václav Plátek, Oblastní galerie Liberec 1982
- Antonín Langhamer: Václav Plátek: Kresby / sklo / šperky, SČVU 1983
- Jaromír Lakosil: Václav Plátek: Kresby, ilustrace, šperky, intaglie, Oblastní galerie výtvarného umění v Olomouci 1984
- Miloslav Vlk: Václav Plátek: Gemy, sklo, kresby, Středočeská galerie 1987

#### Kolektivní (výběr)
- Pavel Kropáček, Mladí. Výstava obrazů a soch, List mladých 1940
- Pavel Kropáček, Sedm v říjnu: Obrazy, sochy, kresby, Topičův salon 1940
- Josef Lev Nerad, Konfrontace (4. výstava obrazů, kreseb a plastik), Salon výtvarné dílo 1941
- Zdeněk Richter, Člověk a práce, Práce, vydavatelství a nakladatelství 1946
- Stanislav Talaváňa, Členská výstava 1947, Jednota umělců výtvarných 1947
- Emanuel Poche, Sklo a výtvarník, Československý spisovatel 1950
- Emanuel Poche, J. a L. Lobmeyra synovec Štěpán Rath a jeho spolupracovníci vystavují své práce z let 1945–1950, Uměleckoprůmyslové muzeum 1950
- Karel Hetteš, Současné sklo (Deset let práce československých výtvarníků), Severočeské muzeum Liberec 1955
- Václav Formánek, IV. přehlídka československého výtvarného umění (1959–1960), SČSVU 1959
- Czechoslovak Modern Glass, Československé kulturní centrum (Czechoslovak Cultural Centre), Káhira 1960
- Tadeusz Kaletyn, Współczesne szkło w Czechosłowacji, Muzeum Śląskie, (Wrocław 1963
- Alena Adlerová, Tschechoslowakisches Glas, Grassi – Museum für Angewandte Kunst, Leipzig 1964
- Jiřina Medková, Ryté sklo: První přehlídka soudobé tvorby, Moravská galerie v Brně 1965
- Jiří Mašín, Výtvarníci Liberecka 1966, SČSVU 1966
- Naděžda Filaretovna Melniková Papoušková, umění + BYT, SČSVU 1967
- Josef Lev Nerad, Pavel Kropáček, Sedm v říjnu, Středočeská galerie 1968
- Karel Hetteš, 50 let českého užitého umění a průmyslového výtvarnictví (Mezníky vývoje v letech 1918–1968), SČSVU 1969
- Karel Hetteš, Wilhelm Mrazek, 50 Jahre der Tschechischen angewandten Kunst und industrial design (Meilensteine der Entwicklung in den Jahren 1918–1968), 1969
- Jiřina Medková, Z přírůstků užitého umění 20. století, Moravská galerie v Brně 1969
- Karel Hetteš, Jiří Šetlík, Zamiary i zapasy (50 lat czeskiej sztuki stosowanej i plastyki przemysłowej), 1970
- Karel Hetteš, Současné české sklo, 1970
- Věra Vokáčová, Dagmar Hejdová, Bijuterii moderne din R.S. Cehoslovacă, 1973
- Gerhard Pommeranz-Liedtke, Alena Adlerová, Ausstellung Angewandte Kunst aus der ČSSR 1973
- Věra Vokáčová, Věra Maternová, Soudobý československý šperk, Muzeum skla a bižuterie v Jablonci nad Nisou 1978
- Skupina Sedm v říjnu (Václav Hejna, František Jiroudek, Josef Liesler, Jan R. Michálek, Arnošt Paderlík, Václav Plátek, Zdeněk Seydl), Národní galerie Praha 1979
- Naďa Řeháková, Skupina sedm v říjnu 1939, Oblastní galerie Liberec 1979
- Alena Adlerová, Současné užité umění (Sklo, keramika, tapiserie, šperk (autorská individuální tvorba), Severočeská galerie výtvarného umění v Litoměřicích 1979
- Karel Holešovský, Užité umění 70/80 (Výstava přírůstků Uměleckoprůmyslového odboru Moravské galerie v Brně) 1980
- Věra Vokáčová, Český šperk 1963–1983, Středočeské muzeum, Roztoky 1983
- Jiří Kotalík, Pavla Drdácká, Agáta Žáčková, Československé sklo '84 (Umělecká sklářská tvorba), ČFVU 1984
- Blanka Stehlíková, Skupina Sedm v říjnu, Památník Terezín 1984
- Jan Rous a kol., Sto let českého užitého umění (České užité umění 1885–1985 ze sbírek Uměleckoprůmyslového muzea v Praze k stému výročí založení muzea), 244 s., UPM 1987
- Karel Holešovský, 8. Trienále řezaného a rytého skla: Těžítko a drobný objekt, Moravská galerie v Brně 1987
- Věra Vokáčová, Kov a šperk: Oborová výstava, Unie výtvarných umělců České republiky 1990
- Antonín Dufek a kol., Užité umění 60. let, Moravská galerie v Brně 1996, ISBN 80-7027-053-5
- Helmut Ricke (ed.), Czech Glass 1945–1980 (Design in an Age of Adversity, Museum Kunstpalast (Kunstmuseum Düsseldorf), Arnoldsche 2005, ISBN 3-89790-217-6
- Tomáš Vlček, Milan Hlaveš, Helena Koenigsmarková, Helmut Ricke, České sklo 1945 – 1980 (Tvorba v době mizerie a iluzí), Uměleckoprůmyslové museum, Národní galerie v Praze 2007, ISBN 978-80-7101-069-2
- Václav Hanuš, Petr Nový, Dagmar Havlíčková, Umění všedního dne / Everyday Art / Kunst des Alltags, Muzeum skla a bižuterie v Jablonci nad Nisou 2007, ISBN 978-80-86397-05-4
- Viktor Vorlíček, Le verre de Boheme, Jablonex, Glassexport (nedatováno)

### Souborné publikace
- Dušan Šindelář, Současné umělecké sklo v Československu, Obelisk 1970
- Věra Vokáčová, Současný šperk, Odeon, Praha 1979
- František Arnošt (ed.), 	České sklo (Historie českého skla a současnost v oborovém podniku Crystalex Nový Bor), Crystalex, Nový Bor 1985
- Sylva Petrová, České sklo, Gallery, spol. s r.o. (Jaroslav Kořán) 2001, ISBN 80-86010-44-9
- Alena Křížová, Proměny českého šperku na konci 20. století, Academia, Praha 2002, ISBN 80-200-0920-5
- Daniela Kramerová, Terezie Nekvindová, Automat na výstavu (Československý pavilon na Expo 67 v Montrealu), Akademie výtvarných umění, Praha, GAVU Cheb 2017, ISBN 978-80-87395-31-8 (GAVU)
- Petr Nový, Sklo z Desné / Desná Glass 1847–2017, Preciosa Ornela, a.s. 2017, ISBN 978-80-86397-28-3
- Sylva Petrová, České sklo, Vysoká škola uměleckoprůmyslová, Praha 2018, ISBN 978-80-87989-50-0
- Jaroslav J. Polanecký, Petr Nový, Dagmar Havlíčková, Hledání rovnováhy / Finding Balance (Design československého lisovaného skla 1948–1989 / Design of Czechoslovak Pressed Glass 1948–1989), Muzeum skla a bižuterie v Jablonci nad Nisou 2021, ISBN 978-80-86397-40-5